# Józef Kruźlewski
Józef Edward Kruźlewski (ur. 7 października 1856 w Czerniowcach, zm. 1937 tamże) – generał brygady Wojska Polskiego.

## Życiorys
W 1879 roku ukończył Szkołę Kadetów Piechoty w Budapeszcie. W maju 1880 roku rozpoczął zawodową służbę w piechocie cesarskiej i królewskiej armii. Kapitan i dowódca kompanii w 1892 roku. W 1912 roku wyznaczony został na stanowisko dowódcy 80 pułku piechoty we Lwowie z mianowaniem do stopnia pułkownika. Na jego czele walczył przeciwko Rosji. W 1914 ranny. Po wyleczeniu ran w 1915 roku powierzono mu obowiązki komendanta Komendy Powiatu w Wierzbniku, a później od 1916 roku komendant Komendy Powiatu w Chełmie. Na tym stanowisku, w strukturze Generalnego Gubernatorstwa Lubelskiego, pełnił służbę okupacyjną na terenach Królestwa Kongresowego. 1 lipca 1916 roku wyznaczony został wojskowym zastępcą przewodniczącego komisji świadczeń i szkód wojennych dla powiatów w Rawie Ruskiej i Cieszynowie. W latach 1917–18 służył w centralnej administracji wojskowej w Wiedniu. Zgłosił swój akces do służby w Wojsku Polskim. 15 lutego 1919 roku został kierownikiem oddziału w Polskiej Wojskowej Komisji Likwidacyjnej w Wiedniu.
6 października 1919 roku został przyjęty do Wojska Polskiego z zatwierdzeniem posiadanego stopnia pułkownika piechoty, zaliczony do Rezerwy armii, powołany do służby czynnej na czas wojny i przydzielony do Polskiej Wojskowej Komisji Likwidacyjnej w Wiedniu. 22 maja 1920 roku został zatwierdzony z dniem 1 kwietnia 1920 roku w stopniu pułkownika, w piechocie, w grupie oficerów byłej armii austro-węgierskiej. W dalszym ciągu pełnił służbę w PWKL w Wiedniu. 10 sierpnia 1920 roku, w ramach przygotowań do bitwy warszawskiej powierzono mu obronę mostów kolejowych na Wiśle w Warszawie. 15 sierpnia tego roku stanął na czele Inspektoratu Mostów na Wiśle, który powstał w wyniku przekształcenia dotychczasowego dowództwa obrony mostów. We wrześniu 1920 roku został dowódcą Obozu Warownego „Łuck”. 1 czerwca 1921 roku pełnił służbę w dowództwie 6 Armii, a jego oddziałem macierzystym był 41 pułk piechoty.
Z dniem 1 października 1921 roku został przeniesiony w stały stan spoczynku z prawem noszenia munduru, w stopniu tytularnego generała podporucznika. 26 października 1923 roku Prezydent RP Stanisław Wojciechowski zatwierdził go w stopniu rzeczywistego generała brygady w korpusie generałów stanu spoczynku. Później został zweryfikowany w stopniu generała brygady ze starszeństwem z dniem 1 czerwca 1919 roku w korpusie generałów stanu spoczynku.
Na emeryturze mieszkał w Łucku. W 1935 roku przeniósł się do Czerniowiec, gdzie zmarł. Pochowany w Czerniowcach. Był żonaty. Miał troje dzieci.

## Awanse
- Leutnant - 1880
- Oberleutnant - 1885
- Hauptmann - 1892
- Major - 1904
- Oberstleutnant - 1908
- Oberst - 1912
- generał brygady – 26 października 1923

## Odznaczenia
W marcu 1915 został odznaczony odznaką honorową Czerwonego Krzyża II klasy
.